# Бегучий такелаж
Бегу́чий такела́ж (от нидерл. takelage, от takel — «оснастка») — тросовая оснастка судна (тросы и цепи, служащие для подъёма тяжестей и различных сигналов, подъёма, опускания и изменения направления отдельных частей рангоута относительно диаметральной плоскости судна, уборки и постановки парусов), закреплённая только одним концом, в другом источнике снасти, продетые в блоки; их тянут бегом, а будучи отданы, сами бегут, скоро двигаясь в шкивах.
Другой свободный конец — ходовой, или лопарь, обычно проводят через один или несколько блоков, клотов, коушей или юферсов, образуя тали, а затем крепят в соответствующем месте. Бегучим такелажем производят работы, связанные с тягой, выбиранием и травлением. В свою очередь, бегучий такелаж разделяют на бегучий такелаж рангоута и бегучий такелаж парусов.

## Бегучий такелаж рангоута
Бегучий такелаж рангоута служит для перемещения подвижных частей рангоута из нерабочего положения в рабочее. К нему относятся фалы рангоута, брасы, шкоты рангоута, топенанты, эрнс-бакштаги.
При обычном порядке вооружения судна такелажем начинали с бушприта. Затем оснащали нижние мачты и стеньги. Затем ставили нижние и марса-реи. После окончания этих такелажных работ на судно привозили брам-стеньги, устанавливали их и оснащали штагами и вантами. В конце оснастки ставили брам- и бом-брам-реи.

### Бушприт
- Вулингами бушприта, одним или двумя, бушприт соединяли с княвдигедом или форштевнем. Для вулинга применяли трос толщиной около 4 1/2…8" (в зависимости величины судна) и длиной от 1 1/2 до 2 1/4 длины бушприта. Если ставили один вулинг, то брали 1 1/2 длины, если два, то 2 1/4. Трос охватывал бушприт, затем проводился через специальное отверстие в княвдигеде или через обух в штевне. Эту операцию повторяли от 9 до 11 раз, причём каждый раз трос перекрещивали. Каждый отдельный шлаг набивали и сшивали с предыдущим, в результате чего достигалось очень крепкое соединение между носовой оконечностью судна и бушпритом. Когда с помощью троса было выполнено достаточное количество шлагов, ходовым концом вокруг шлагов делали такое же количество горизонтальных шлагов, при это их, как и вертикальные, каждый раз сшивали. Оставшийся конец лопаря кнетневали и прихватывали к штагам.
- Заспиник бушприта страховал моряков при хождении по бушприту. С одной стороны был закреплён на обухе, поставленном в верхней части бушпритного эзельгофта, а с другой на обухе на кнехте штевня. На европейских судах не-английской закладки, второе место крепления обычно находилось на бикгеде (передней переборке бака).
- Ватер-штаг-краг (строп ватер-штага) представлял собой юферс или штаг-блок, ввязаный в трос с двумя огонами, который крепили на «седле» для ракс-бугеля блинда-рея и ставили юферсом вниз. Приблизительно до 1720 года английские военные суда несли один краг, позднее, вплоть до 1800 года, два, а в последующие годы — три крага. Суда французской закладки вместо юферсов или штаг-блоков, наиболее распространённых в конце XVIII века, имели всплесненный многошкивный блок и обычно только один ватер-штаг-краг. Торговые суда обычно имели один краг.

 Краг, краг-штаг — тированый строп с юферсом. Служит для тяги фока-штагов, ватер-штагов, лось-штагов и пр.
— Самойлов К. И. Т.I. С. 484
Для верхнего штага (обычно это петля самого штага) употребляется термин «краг», а для нижнего — «краг-штаг».
В начале XVIII века краги представляли собой замкнутое тросовое кольцо, в которое был ввязан юферс, причём сплесень на краге всегда находился напротив юферса. Это соблюдалось на всех крагах бушприта. Краги обычно были оклетневаны или обшиты кожей.
- Бакштаг-краг был такого же рода, отличался тем, что в строп ввязывали два юферса или два штаг-блока, находившихся по сторонам. Эти краги ставили там же, где и ватер-штаг-краги.
- Фока-краг-штаг ставили над крагом ватер-штага. Он был с нормальным штаг-блоком и огибал подковообразный штаг-блок, по внешней стороне которого шёл кип. Блок бензелевали под бушпритом. Два выреза на внутренней стороне подковы штаг-блока предназначались для крепления к нему краг-троса. Подковообразный штаг-блок стали применять около 1775 года, до этого применяли сердцеобразный блок, который приблизительно до 1730 года, как и краг ватер-штага, был остроплен одиночным стропом. В 1730—1775 годах его стали стропить двойным стропом и бензелевать под бушпритом. Когда в Англии перешли к подковообразным штаг-блокам, суда других европейских стран (континентальные суда) сохранили его прежнюю форму. На голландских и французских судах вместо штаг-блоков вместо штаг-блоков чаще использовались многошкивные блоки.
- Ватер-штаг служил для удержания бушприта внизу, противодействуя силе натяжения фока-штага. На больших судах его окружность равнялась 9". Ватер-штаг проводили в отверстие в княвдигеде и концы сплеснивались вместе, в результате чего образовывалось большое кольцо из троса и, следовательно, штаг работал как имеющий двойную толщину.

В верхнюю часть кольца ввязывали штаг-блок, соответствующий крагу. Их найтовили тонким тросом, тем самым соединяя краг и ватер-штаг в единое целое.
На континентальных судах юфрс или штаг-блок часто заменяли блоком. Во французском такелаже этот блок был пристроплен вблизи княвдигеда. Тарлеп ватер-штага пропускали через блоки княвдигеда и крага, а лопарь вели по правой стороне (рядом с бушпритом) к штевню, где заканчивали талями.
По данным, приводимым Рёдингом (в отличие от Левера и Пари) блок крага является лонг-такель-блоком (а не обычным блоком).
- Бакштаги бушприта удерживали бушприт в диаметральной плоскости. Их гаками закладывали в обухи, поставленные по обеим сторонам судна. В переднюю часть бакштагов, как на крагах, были ввязаны юферсы или штаг-блоки которыми бакштаги с парным им найтовили на краге. В употреблении бакштаги вошли с 1706 года. С 1770 года, вместо юферсов, всё чаще употребляют штаг-блоки. Во Франции вместо юферсов и штаг-блоков использовали тали на блоках.

### Утлегарь
- Кливер-ринг
- Перты утлегаря
- Утлегарь-бакштаги
- Кливер-ринг-бакштаги
- Брам-краг-штаг
- Фал утлегаря
- Найтов

### Бом-утлегарь
- Бом-утлегарь-бакштаги
- Перты
- «Выстрел» бушприта
- Утлегарь-штаг

### Блинда-рей
- Перты
- Шкентели брасов
- Блинда-брасы (трисы)
- Топенант-блок
- Топенанты
- Гитов-блок
- Блинда-реп
- Фал блинда-рея
- Направляющие коуши

### Блинда-блинда-рей
- Брасы
- Топенанты
- Гитов-блоки
- Ракс-бугель
- Фал

### Нижние мачты
- Калвы
- Сей-шкентели «мачт-талей»
- Ванты
- Оснастка юферсов
- Ворсты
- Оплётка вант и постановка швиц-сарвеней
- Бентинк-ванты
- Лось-ванты
- Выбленки
- Штаги
  - Фока-штаг
  - Лось-штаг
  - Грота-штаг
  - Грота-лось-штаг
  - Сей-тали
  - Бизань-штаг
  - Штаг-анапуть, или «штаговый паук» (нем. Stagspinne)

### Стеньги
- Стень-тали
- Стень-ванты
- Пуненс-юфес
- Путенс-ванты
- Выбленки
- Стень-бакштаги
- Стень-фордуны
- Стень-штаги
- Фор-стень-штаг
- Фор-стень-лось-штаг
- Кливер-леер
- Грот-стень-штаг
- Грот-стень-лось-штаг
- Мидель-стаксель-леер
- Крюйс-стень-штаг

### Нижние реи
К этой группе относят фока-, грота- и бегин-реи, гафель и гик. В России гафель и гик к реям не относят.

#### Фока- и грота-реи
- Перты
- Подпертки
- Рей-тали
- Шкентели брасов
- Фока-брасы
- Грота-брасы
- Шпрюйты грота-брасов
- Вспомогательные брасы
- Марса-шкот- и топенант-блоки
- Топенанты
- Направляющий марса-шкот-блок
- Гитов-блок
- Слаб-гордень-блок
- Гордень-блок
- Фал нижнего рея, или гардель
- Борг (подвеска рея)
- Ракс-бугель
- Тросовый бейфут
- Фал ракс-бугеля (англ. Naveline, англ. Knave line, нем. Knabeline, навеляйне)
- «Мышь» (англ. Mouse of a stay, нем. Maus) и «дельфин» (нем. Delphin)

#### Бегин-рей
- Направляющий марса-шкот-блок
- Борг
- Брас-шкентели
- Топенанты
- Бейфут
- Фал на бегин-рее не несли

#### Бизань-рю
- Фал-рю
- Дирик-фал или рю-топ-фал
- Гитов-блоки
- Брас-блоки
- Рю-эренс-блоки
- Рю-эренс-бакштаги
- Флаг-блок
- Шалс-тали или писподы
- Бейфут

#### Гафель
- Бейфуты
- Борг
- Шпрюйт
- Дирик-фал
- Гафель-блоки
- Брас-блоки
- Гафель-эренс-бакштаги
- Гафель-гардель
- Гафель-нирал «верхний» (нирал нока гафеля)
- Гафель-нирал «нижнний» (нирал усов гафеля)

#### Бизань-гик
- Бейфут
- Гика-топенант
- Гика-шкот
- Гика-бакштаги
- Гика-перты

#### Драйвер-гик
- Драйвер-рей

### Грот- и фор-марса-реи
- Перты
- Лисель-блок
- Риф-тали
- Брасы
- Фор-марса-брасы
- Грота-марса-брасы
- Топенанты
- Гитов-блок
- Направляющие брам-шкот-блоки
- Драйреп или фал марса-рея
- Гордень-блоки
- Брам-шкот-блоки
- Ракс-бугель

### Крюйс-марса-рей
- Топенанты
- Брасы
- Фал

### Брам-стеньги
- Стень-вынтреп
- Кренгельс-строп
- Ванты
- Выбленки
- Брам-фордуны
- Брам-штаг
- Фор-брам-штаг
- Грот-брам-штаг
- Стаксель-леер
- Крюйс-брам-штаг
- Флагшток-штаг

### Брам-рей
- Топенанты
- Брасы
- Фор-брам-брасы
- Грот-брам-брасы
- Крюйс-брам-брасы
- Гитов-блоки
- Фал
- Бейфут
- Перты

### Бом-брам-стеньги
- Бом-брам-штаг

### Бом-брам-реи
- Фал
- Брасы
- Бейфут, гитовы и топенанты отсутствовали, так как реи несли летучими.

### Лисель-спирты
Прежде, чем поставить лисели, проводили ряд предварительных мероприятий.

#### Ундер-лисель-спирты
- Топенант
- Ватер-штаг
- Бакштаги
- Лисель-галс-блок

#### Марса-лисель-спирты
- Галс-блок
- Фал-блок
- Брасы
- Топенант

#### Брам-лисель-спирты
- Галс-блок
- Топ-тали
- Фал-блок

### Галс-боканец (выстрел фока-галса)
- Галс-блок
- Бакштаги

Брасы нижних реев и нижних марсареев обычно составляют из коротких шкертелей с одношкивными блоками и талей, ходовой конец которых идёт к брасовой лебёдке, коренной к кофель-планке.
Фалы подвижных реев тянут самотормозящимися ручными лебёдками или непосредственно гинями.
Шкоты гика бизани заводят попарно между одно и двухшкивными блоками или между двумя двухшкивными блоками в зависимости от размеров гика.
Топенанты верхних, поднимаемых реев делаются глухими, то-есть закрепляются постоянно. При опущенном вниз рее они принимают на себя часть его веса, а при поднятом — свободно провисают. Топенанты нижних, неподвижных реев заведены шкентель-топенантами за нок рея и пропущены через отводной блок у топа мачты к топенант-талям, у кофель-планки, расположенной вблизи мачты. Бизань-гика-топенанты(верхие, нижние и средние) служат для фиксации заданного наклонного или горизонтального положения рангоута. Их изготовляют из стального полужёсткого троса с цепными стропками на концах для регулирования длины топенанта и проводят от топа стеньги к нокам гафелей и гику.
Эрнс-бакштаги(снасти, которыми удерживаются за нок верхний и нижний гафели, когда трисель и бизань убраны) заводятся длинными шкентелями и заканчиваются талями, расположенными между одно и двухшкивными блоками.

## Бегучий такелаж парусов
Бегучий такелаж парусов предназначен для работы непосредственно с парусами и управления ими. На крупных парусных судах изготавливают из растительных, синтетических тросов и особо гибких стальных тросов малого диаметра. К бегучему такелажу парусов относят: фалы парусов, ниралы, шкоты и контра-коты парусов, галсы, гордени и гитовы.

### Фалы
Фалы кливеров и стакселей изготовляют из гибкого стального троса. Фалы крепят скобой к фаловому углу паруса, проводят параллельно штагу вверх к отводному блоку и вниз к горденю, выведенному к борту у кофель-планки. Крепят попеременно с правого и левого бортов начиная с бом-кливера. С появлением синтетических парусов их такелаж изготовляют также из синтетических тросов.
Фалы трисельных парусов, убирающихся к мачте с глухо закреплёнными гафелями, проводят от нок-бензельного угла к блоку у пятки гафеля и вниз к кофель-планке у мачты.

### Ниралы
Ниралы, которыми убирают косые паруса (противостоят фалам), изготовляют из растительного или синтетического троса. Крепят коренным концом к фаловому углу паруса и пропускают через 2-3 биготки или барашки (точёные деревянные колодки, служащие для отвода снастей), закреплённые у раксов, выводят параллельно штагу к мачте на палубу.
Ниралы парусов бушприта выводят к специальной кофель-планке на 4 нагеля у шпора бушприта.
Ниралы трисельных парусов проводят по гафелям к нокам и блокам аналогично фалам, но с противоположной стороны гафеля. С их помощью убирают нок-бензельный угол паруса к мачте.

### Шкоты
Шкоты нижних парусов(фока и гротов) больших современных парусных судов изготавливаются из гибкого стального троса и крепятся коренным концом к шкотовому углу паруса, далее через шкив-гат — к ручной палубному шпилю для обтягивания и крепления на кнехте.
Шкоты нижних марселей, брамселей и бом-брамселя выделывают из стального гибкого троса, иногда в отдельные участки шкотов вставляют такелажные цепи и оснащают талями.
Шкоты верхних марселей и брамселей обычно делают глухими, шкотовые углы паруса крепят специальными стропками и скобами крепят к ниже расположенному рею.
Шкоты кливеров и стакселей — парные, по одному на каждый борт. На крупных судах с парусами большой площади к шкотовому углу крепят сначала шкентели с грушевидными шкот-блоками, через который проводят обычный гордень, закрепив его коренной конец за обух в палубе или в фальшборте, а ходовой — за нагель на кофель-планке.

### Галсы
Галсы нижних парусов должны удерживать в нужном положении наветренный угол паруса и шкаторину в натянутом виде. Изготавливают из гибкого стального троса с вплетённым, для удобства работы руками, в ходовой конец растительным тросом. Коренной конец галса крепят скобой к нижним углам паруса вместе со шкотом. Ходовой конец пропускают через канифас-блок на палубу и направляют к шпилям или на кнехты.
Нижние углы фока и гротов, имеющие с каждого борта по одному галсу и шкоту, попеременно выполняют функции галсового или шкотового угла в зависимости от того, каким галсом по отношению к ветру идёт судно.
Галсы кливеров и стакселей выполняют глухими в виде коротких стропок, заведённых от галсового угла паруса к обуху штага.

### Гордени
Гордени прямых парусов выделывают из гибких стальных, либо растительных тросов. Нок-гордени подтягивают боковую шкаторину к рею при уборке паруса. Бык-гордени подбирают при уборке паруса к рею. Они делятся на каждой половине паруса на внутренние, средние и наружные и закрепляют коренными концами за кренгельсы нижних шкаторин. Их ходовые концы через гордень-блоки направлены к марсу и далее к бортовым кофель-планкам.

### Гитовы
Гитовы парусов (нижнего марселя, нижнего брамселя и бом-брамселя) подтягивают шкотовые углы парусов к нокам реев.
У верхнего марселя и верхнего брамселя шкоты закрепляют наглухо. Поэтому здесь гитовы заменены ниралами и крепятся коренными концами за обух нок-бугеля нижерасположенного рея. При уборке паруса и спуске рея, подвижного в данном случае, на штатное место эти рей-ниралы позволяют осаживать рей книзу.